# Biblioteca Virtual de México
La Biblioteca Virtual de México (BVM) es una biblioteca digital que continúa el proyecto de digitalización de la Biblioteca de México.

## Historia
El proyecto comenzó en el año 2010. Esta plataforma pertenece a los planes definidos por la Agenda Digital de Cultura y está bajo la Dirección General de Bibliotecas de la Secretaría de Cultura. Fue presentada durante el XVIII Congreso Nacional de Bibliotecas Públicas durante la celebración de los 35 años de la Red Nacional de Bibliotecas Públicas, el 21 de septiembre del 2018, en el estado de Oaxaca.
Tiene como objetivo impulsar la digitalización intensiva del patrimonio cultural del país y generar contenidos, canales y plataformas para su difusión universal, así como facilitar el acceso de toda persona a materiales de valor cultural, histórico y estético producidos en México y relacionados con México.

## Material disponible
Esta plataforma contiene un acervo de 12, 450 libros provenientes de la Biblioteca de México, además dispone de archivos documentales, fotografías y exposiciones:
Un acervo formado por colecciones adquiridas en distintas etapas. Entre ellas, sus ejemplares procedentes de los fondos conventuales del México virreinal; la Colección Carlos Basave y del Castillo Negrete, especializada en obras sobre la Revolución Mexicana; la Colección del filósofo Antonio Caso; la Colección del bibliófilo Roberto Valles, en la que destacan las obras del siglo XIX; la Colección del jurisconsulto Antonio Islas Bravo, enfocada en las ciencias sociales; la Colección de la Biblioteca Iberoamericana que la Secretaría de Educación Pública organizó en la iglesia del Convento de la Encarnación; la Colección del bibliógrafo, historiador y editor Felipe Teixidor, rica en obras sobre historia general y regional de México y arte mexicano; la Colección del pedagogo Raúl Cordero Amador, centrada en temas de educación e historia latinoamericana; la Biblioteca del político, historiador y jurista Jesús Reyes Heroles, en la que dominan las ciencias sociales; la Colección de Lenguas Indígenas; la Biblioteca del historiador y crítico José Luis Martínez, una de las más importantes que existen sobre literatura mexicana, junto con la del poeta Alí Chumacero, también resguardada en La Ciudadela; la Biblioteca del humanista Antonio Castro Leal, que destaca por sus secciones de literatura europea; la Biblioteca del poeta Jaime García Terrés; la Biblioteca del cronista, escritor y coleccionista Carlos Monsiváis, que abarca una multiplicidad de temas, desde arte y literatura hasta cultura popular; la Biblioteca de los escritores Julieta Campos y Enrique González Pedrero; la Biblioteca del poeta Jorge González Durán; la Biblioteca del arquitecto Abraham Zabludovsky, sobre arte, arquitectura y diseño; y la Biblioteca del exrector de la UNAM, Luis Garrido Díaz, constructor de la Ciudad Universitaria, y de su hijo, el politólogo Luis Javier Garrido.

### Secciones
La Biblioteca Virtual de México se divide en seis secciones que ofrecen libros en formato EPUB e imágenes en JPG:
La primera sección de la plataforma, llamada México en libros, contiene 104 obras escritas durante los siglos XVI y XIX y que tratan la historia de la nación. Figuran Bernardo de Balbuena, Juan Ruíz de Alarcón, Francisco Javier Alegre, Manuel Gutiérrez Nájera, Ramón López Velarde. La segunda sección es una muestra de 2595 autógrafos conservados. Se muestran únicamente la portada del libro y la página exacta donde el autor firmó, algunas añaden una breve dedicatoria. Los archivos guardan información documental y periodística con ilustraciones y fotografías. Las dos obras especiales que se encuentran en la cuarta sección son el Libro de Coro y el Canto General de Pablo Neruda. La quinta y la sexta sección constan de materiales audiovisuales.

## Licencias
Gran parte de la información brindada por la Biblioteca Virtual de México es pública y obedece a los términos de uso del portal gob.mx. Varios recursos también están sujetos a derechos de autor y propiedad intelectual.